# 토르님파르테
토르님파르테(이탈리아어: Tornimparte)는 이탈리아 아브루초주 라퀼라도에 있는 코무네이다.